# Los Angeles County Sheriff’s Department
Das Los Angeles County Sheriff’s Department (LASD) ist die Polizeibehörde des Los Angeles County im Süden des US-Bundesstaates Kalifornien. Es ist abzugrenzen vom für die Stadt Los Angeles zuständigen Los Angeles Police Department (LAPD). Das Amt des Sheriffs, d. h. des Leiters der Behörde, hat seit 2022 Robert Luna inne. Die Mandatsdauer ist vier Jahre. Luna ist der 34. Amtsträger seit Gründung des LASD im Jahr 1850.

## Aufgaben und Kennzahlen

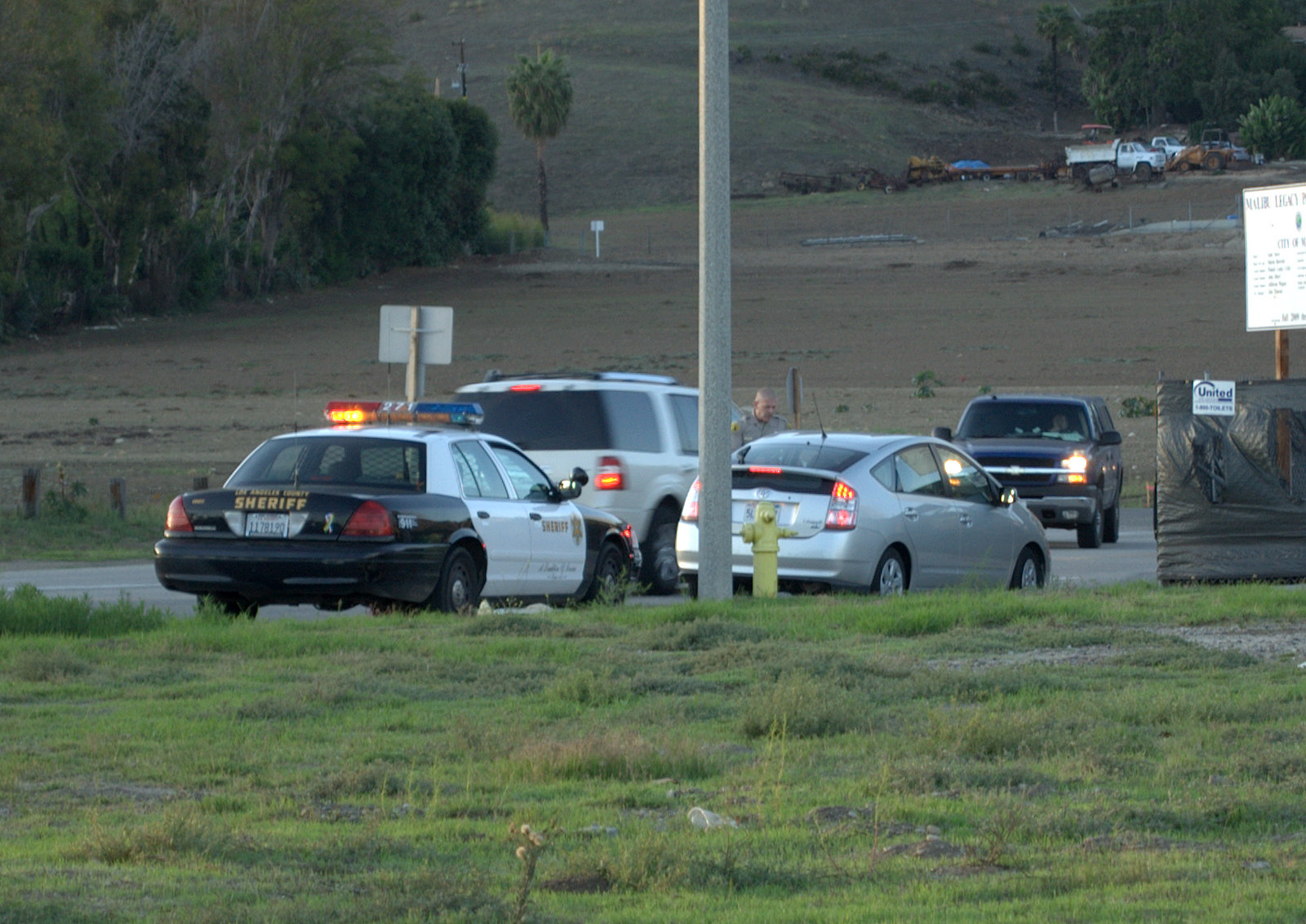
Verkehrskontrolle durch einen LASD-Deputy (2009)

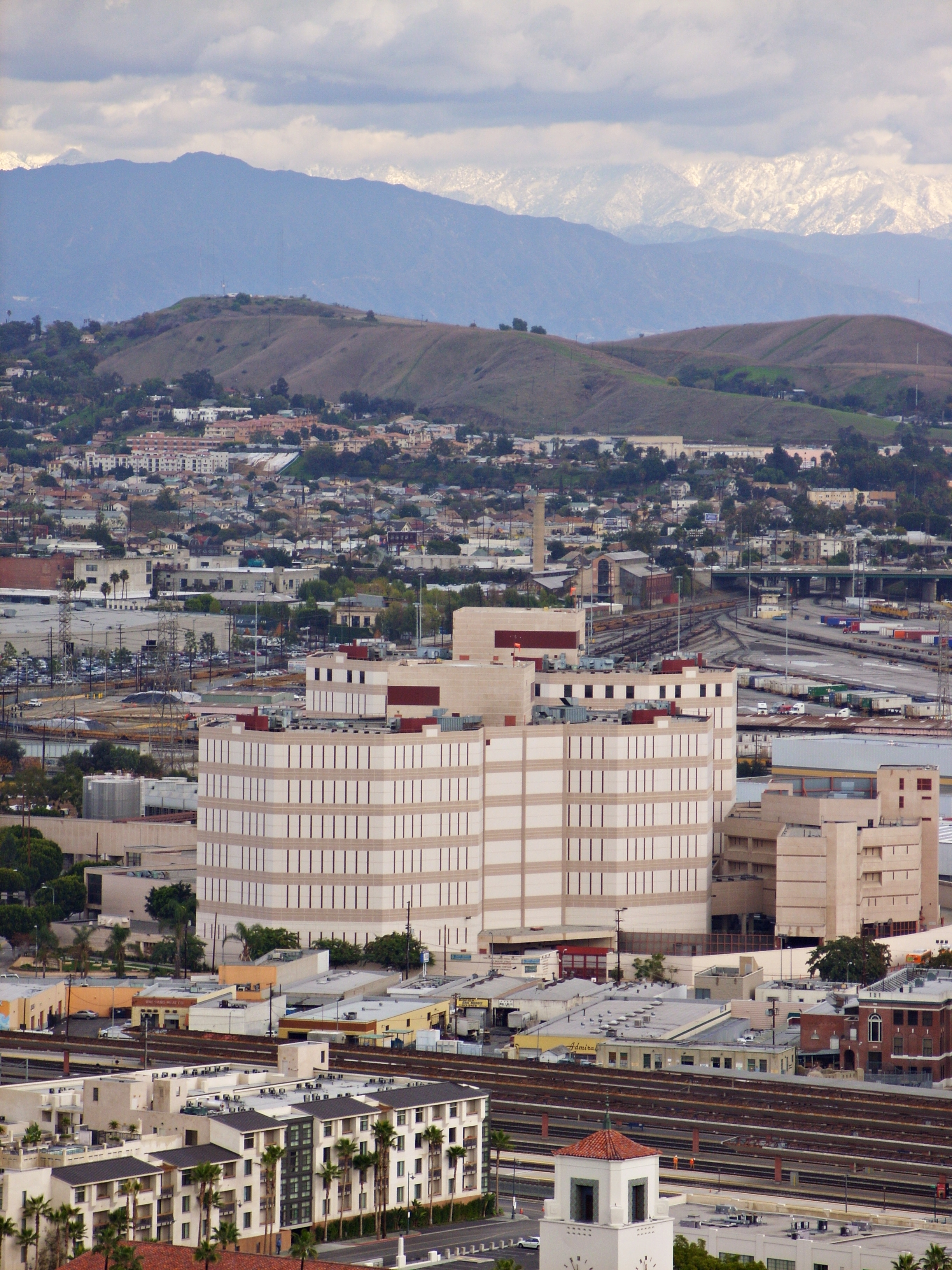
LASD-Gefängnis Twin Towers

Nach eigenen Angaben ist das LASD per September 2020 mit etwa 18 000 Beschäftigten das größte Sheriff-Department der Welt. Sein Zuständigkeitsbereich umfasst 42 Städte und Gemeinden, 141 Unincorporated Communities, das sind Siedlungen, die weder selbst Gemeindestatus haben noch zu einer Gemeinde gehören, 216 Einrichtungen, darunter Krankenhäuser und Kliniken, neun Colleges, den Verkehrsverbund Metro Los Angeles sowie 37 Gerichte (Superior Courts).
Zudem stellt LASD zentrale Dienste, etwa Labors und Ausbildungszentren, kleineren Polizeibehörden im Los Angeles County zur Mitnutzung zur Verfügung. LASD ist weiterhin für den Betrieb von sieben Haftanstalten mit insgesamt 18 000 Häftlingen verantwortlich.

## Geschichte
Das Sheriff-Department des Los Angeles County wurde 1850 gegründet; erster Sheriff wurde George T. Burrill, dem zwei Deputies zur Seite standen. Zu dieser Zeit gehörten zum County auch noch die Territorien der heutigen Kern County, Orange County, San Bernardino County und Ventura County. 1852 wurden zur Verbesserung der Sicherheitslage die Los Angeles Rangers gegründet, eine berittene Truppe unter dem Oberbefehl des Sheriffs, die etwa 100 Mann umfasste.
Am 23. Januar 1857 kamen der erst drei Wochen zuvor wiedergewählte Sheriff James Barton und mehrere Rangers bei einem Feuergefecht mit Banditen, zu deren Ergreifung sie ausgeritten waren, ums Leben. Nach der Beerdigung wurde die Fahndung sogleich wieder aufgenommen und 52 Verdächtige gefasst, von denen 11 am Galgen endeten. Nur knapp ein Jahr später wurde erneut ein amtierender Sheriff, William C. Getman, bei Ausübung seiner Pflicht erschossen, als er einen verwirrten Mann, der sich verschanzt hatte, festnehmen wollte. Getman war nur sieben Tage im Amt gewesen.

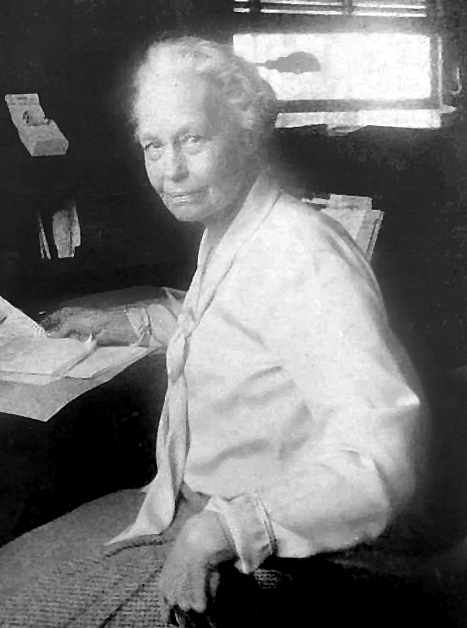
Deputy Margaret Q. Adams (1940er Jahre)

Nach dem Tod eines weißen Ranchers am 25. Oktober 1871 nach einer Auseinandersetzung mit chinesischen Einwanderern kam es zu einem Massaker an Chinesen, das weltweite mediale Beachtung fand und die Regierung der Vereinigten Staaten zu einer offiziellen Entschuldigung an China zwang. Das Blutbad stellte den Höhepunkt der Lynchjustiz in der Gegend von Los Angeles dar, gleichzeitig aber auch deren weitgehendes Ende. Sheriff James F. Burns, ein ehemaliger Schullehrer, stellte mit einer eilig zusammengestellten Truppe von 25 Deputies die Ordnung wieder her, erwirkte Haftbefehle gegen 150 identifizierte Angehörige des Lynchmobs und verhaftete anschließend einen nach dem anderen.
1899 wurde im Los Angeles County von Sheriff William A. Hammel mit Julius Boyd Loving zum ersten Mal ein Afroamerikaner zum Deputy Sheriff ernannt. 1912 wurde als erste Frau in den USA Margaret Q. Adams Deputy.
1907 kaufte das Department sein erstes Automobil. 1915 wurde eine erkennungsdienstliche Abteilung gegründet und die Nutzung von Fingerabdrücken eingeführt. 1921 wurde das erste Gefängnis des LASD errichtet und das System der Chain Gangs abgeschafft. In demselben Jahr wurde ein Morddezernat eingerichtet, zu dem 1922 Dezernate (Details) für Raub, Drogen, Autodiebstahl und Alkohol hinzukamen. Ab 1924 wurden weitere Polizeiwachen neben der Hauptwache eingerichtet. 1931 wurde eine Luftstaffel gegründet.
1932 wurden Uniformen eingeführt. Bis dahin hatten alle LASD-Angehörigen Zivilkleidung getragen. Ebenfalls 1932 wurden Streifenwagen eingeführt, die als solche klar zu erkennen waren. 1935 wurde die Polizeischule gegründet. 1937 wurde Wechselsprechfunk eingeführt. 1966 wurde ein Programm zur Luftstreife mit Hubschraubern, das sogenannte Sky-Knight-Programm, gestartet. 1981 stellte das LASD als erste Polizeibehörde der USA eine Frau als Vollzeit-Pilotin ein.
Am 18. Juli 2025 kamen in der Biscailuz Center Academy Training Facility des LASD bei der unerwarteten Explosion einer oder mehrerer zuvor in einem Wohnungskomplex sichergestellter Handgranaten drei Polizisten des LASD-Dezernats für Brandstiftung und Sprengstoffanschläge ums Leben. Sheriff Robert Luna zufolge handelte es sich um den Zwischenfall mit den meisten Todesopfern des LASD seit 1857.

### Skandale und Kontroversen

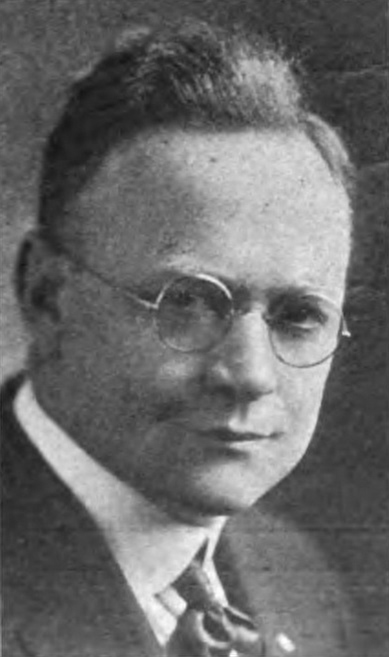
William I. Traeger, Sheriff von 1921 bis 1932 und Mitglied des Ku-Klux-Klan (Bild von 1922)

Sheriff John C. Cline wurde 1921 entlassen, nachdem er hunderttausende US-Dollar veruntreut hatte. Insbesondere hatte er sich aus dem Budget für Gefängnisverpflegung bedient, Bußgeldbescheide für Verkehrsverstöße gefälscht, Dienstfahrzeuge für Freizeitaktivitäten genutzt und aus politischen Gründen tausende von Deputies ehrenhalber ernannt.
1922 wurden bei einem als Inglewood Raid bekanntgewordenen Vorfall drei Mitglieder der rassistischen und gewalttätigen Untergrundorganisation Ku-Klux-Klan (KKK) gefasst, als sie ein Haus angeblicher baskischer Schwarzbrenner durchsuchten. Die drei Männer wurden als Polizisten des LASD enttarnt. Sheriff William I. Traeger verurteilte den KKK öffentlich und versprach, KKK-Angehörige in seiner Behörde umgehend zu entlassen. Anschließend wurde jedoch bekannt, dass Traeger selbst im Klan Mitglied gewesen war. Er redete sich damit heraus, dass er zum Zeitpunkt seines Eintritts in die Rassisten-Organisation über deren Ziele im Unklaren gewesen sei.
In den 1960er und 1970er Jahren unter Sheriff Peter J. Pitchess war das LASD berüchtigt für seine Gewalttätigkeit. 1970 kam bei einer Demonstration gegen den Vietnamkrieg, dem National Chicano Moratorium March, der bekannte Journalist Ruben Salazar ums Leben, als ein LASD-Polizist eine Tränengasgranate in eine Gaststätte schoss, die ihn am Kopf traf. In einem weiteren Fall kontroverser Polizeigewalt bei einer Verhaftung versuchte Pitchess vergeblich, die gerichtlich angeordnete Herausgabe der Personalakte eines seiner Männer an den Strafverteidiger des Verhafteten durch das Einlegen von Rechtsmitteln zu verhindern. In der Folge wurde das Recht Festgenommener auf Einsicht in die Personalakten beteiligter Polizisten zur Untermauerung von Vorwürfen polizeilichen Fehlverhaltens institutionalisiert; entsprechende Anträge sind seither in Kalifornien als Pitchess motion bekannt.
Ebenfalls in den 1970er Jahren bildeten sich „Gangs“ innerhalb des LASD, inoffizielle Vereinigungen von Polizisten des Departments, vor allem in überwiegend mit weißen Deputies besetzten Wachen in mehrheitlich afroamerikanisch oder hispanisch geprägten Stadtvierteln. Eine der ersten dieser Vereinigungen, die sich Namen wie Pirates („Piraten“), Rattlesnakes („Klapperschlangen“) oder Cavemen („Höhlenmenschen“) gaben, waren nach Angaben langjähriger LASD-Angehöriger die 1971 gegründeten Little Devils („kleine Teufel“) in der Wache von East Los Angeles. Diese Gruppen waren weder gesetzlich noch disziplinarisch explizit verboten. Sie erhielten in den 1980er Jahren besonders starken Zulauf. Besonders berüchtigt wurden die in der Wache Lynwood gegründeten Lynwood Vikings, die ein Richter in einem Sammelklageverfahren gegen das LASD als „weiße Suprematisten- und Neonazi-Bande“ bezeichnete und die durch ausgeprägte Gewalt gegen Minderheiten auffiel. Die Community-Journalismus-Plattform Knock LA verzeichnete 2023 etwa 24 Gangs, von denen nach derselben Quelle noch mindestens 6 aktiv seien.
Ende der 1990er Jahre wurde das LASD von mehreren Skandalen erschüttert, darunter Korruption im Drogendezernat, rassistische Misshandlungen von Häftlingen und Betrug. Der erkrankte Sheriff Sherman Block, der das Department seit 1982 führte, verstarb wenige Tage vor den Sheriff-Wahlen 1998.

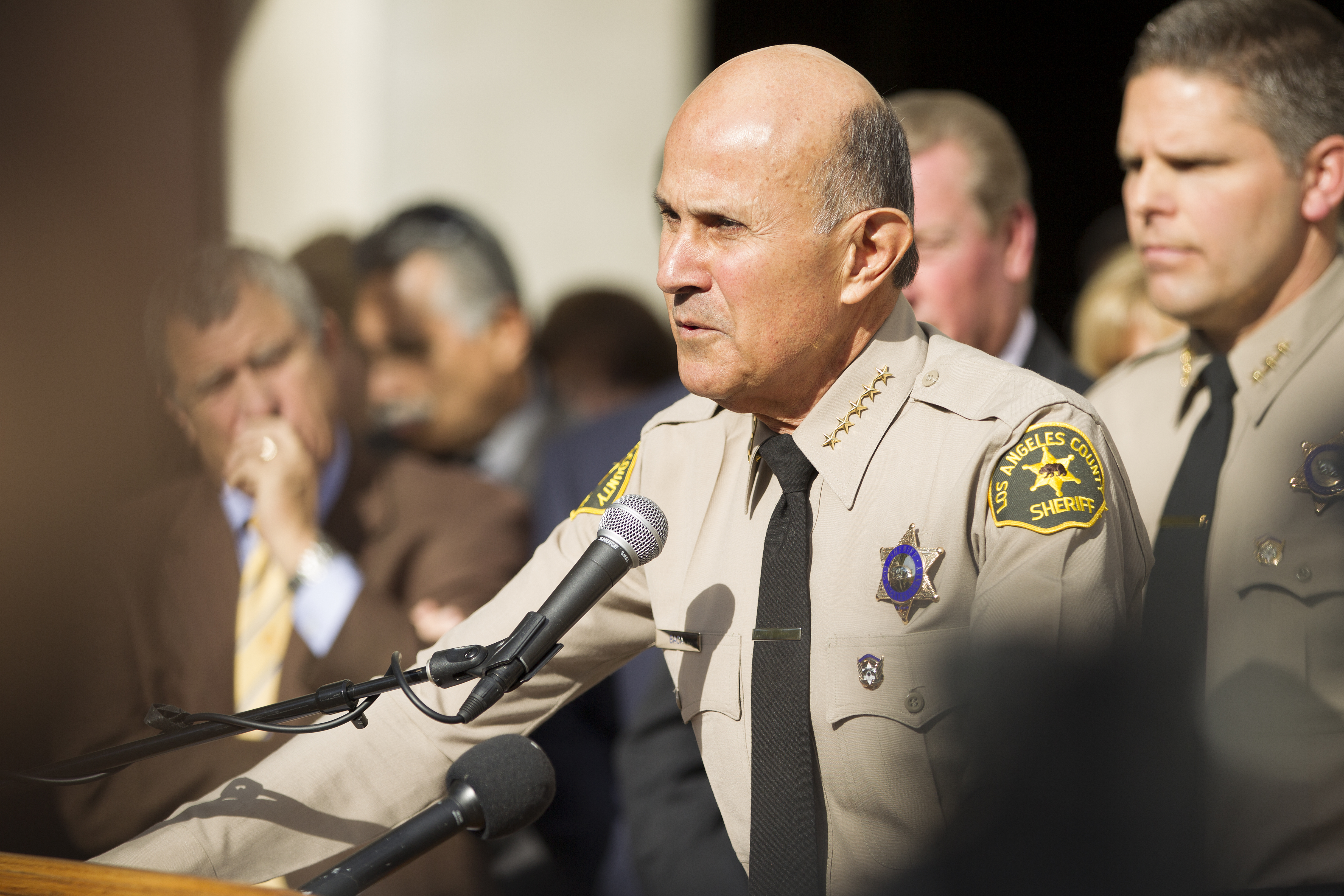
Sheriff Lee Baca gibt seinen Rücktritt bekannt (7. Januar 2014)

2017 wurde der ehemalige Sheriff Lee Baca zu einer Gefängnisstrafe von drei Jahren verurteilt. Der Prozess gegen ihn stand im Zusammenhang mit einer Affäre um Misshandlungen von Insassen der vom LASD betriebenen Gefängnisse. Die Bundespolizei FBI hatte seit 2011 in der Sache ermittelt. Baca, der wegen der Affäre 2014 zurückgetreten war, wurde für schuldig befunden, maßgeblich an der Behinderung der Ermittlungen beteiligt gewesen zu sein. Nachdem das Urteil in der Berufung bestätigt worden war und der Oberste Gerichtshof der USA eine Revision abgelehnt hatte, trat der inzwischen 77-jährige und mit der Alzheimer-Krankheit diagnostizierte Baca seine Haft am 4. Februar 2020 im Bundesgefängnis La Tuna bei El Paso (Texas) an. Im Zuge der Aufarbeitung der Affäre wurden auch weitere LASD-Angehörige verurteilt, darunter neun wegen Behinderung der Ermittlungen und mehrere weitere wegen Misshandlung und Verletzung der Bürgerrechte von Häftlingen. Unter anderem hatte das LASD eine FBI-Agentin durch Haftandrohung einzuschüchtern versucht.

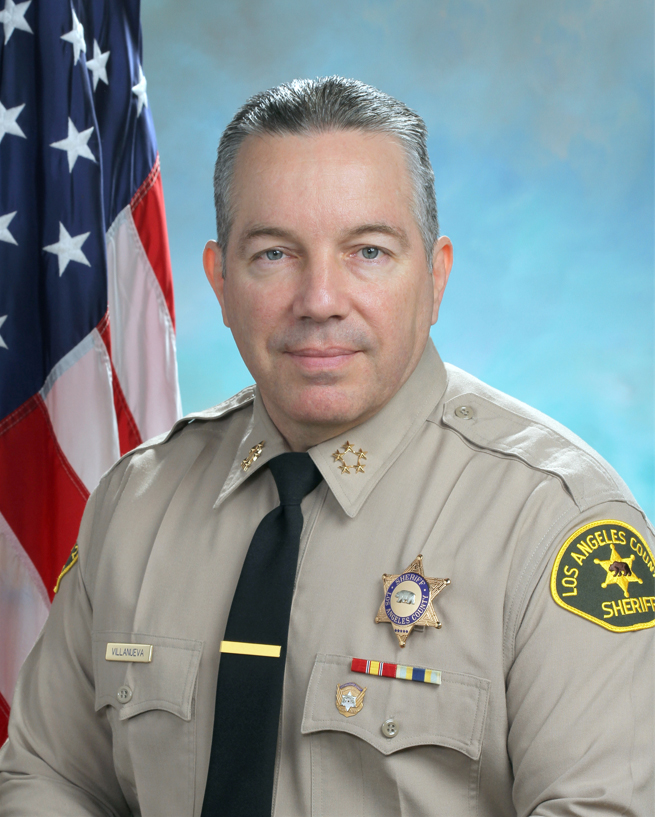
Alex Villanueva, Sheriff 2018–2022

2018 wurde der ehemalige Soldat Alex Villanueva ins Amt gewählt. Villanueva, der sich im Wahlkampf als Reformer präsentiert hatte, enttäuschte die in ihn gesetzten Erwartungen jedoch rasch. Ihm wurde vorgeworfen, Probleme und Anschuldigungen krimineller Machenschaften in seiner Behörde nicht aufzuklären, sondern zu decken oder zu leugnen. Auch Fälle kontroversen Schusswaffengebrauchs durch Polizisten des Sheriff-Departments blieben in seiner Amtszeit ein Thema. Im Zusammenhang mit den Protesten gegen exzessive Polizeigewalt gegen schwarze US-Bürger 2020 wurde dabei dem Todesfall Dijon Kizzee internationale Aufmerksamkeit zuteil, bei dem LASD-Angehörige am 31. August 2020 bei einer Kontrolle einen Radfahrer erschossen hatten.

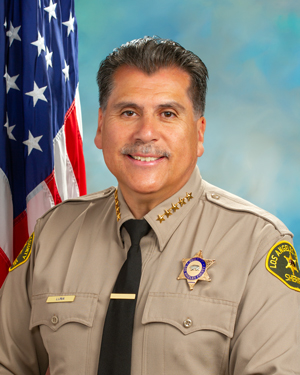
Robert Luna, Sheriff seit Dezember 2022

Villanueva geriet zudem mit Mitgliedern der Gremien aneinander, die für die Aufsicht über die Sheriffbehörde zuständig waren, darunter Angehörige des County-Rats (Los Angeles County Board of Supervisors) und der von diesem zur Kontrolle des Sheriff-Departments eingesetzten zivilen Kommission. Villanueva ließ Ermittlungsverfahren gegen einige dieser Personen einleiten, was ihm den Vorwurf der Einschüchterung einbrachte. Am Ende seines Mandats war das Verhältnis zwischen dem Sheriff und dem Board of Supervisors weitgehend zerrüttet; Villanueva bezeichnete Medien und Volksvertreter als Teil der „woken“ Linken, sah sich selbst als deren Opfer und näherte sich dem rechtskonservativen Nachrichtensender Fox News an. Bei der folgenden Wahl im November 2022 stimmten die Wähler einem Vorschlag zu, nach dem es dem Board of Supervisors künftig gestattet sein soll, mit einer Vierfünftelmehrheit einen vom Volk gewählten Sheriff des Amts zu entheben. Villanueva trat erneut zur Wahl an, verlor aber bei der Abstimmung im November 2022 deutlich mit 38,7 % zu 61,3 % der abgegebenen Stimmen gegen seinen vor der Wahl weitgehend unbekannten Herausforderer Robert Luna. Luna war zuvor Polizeichef von Long Beach gewesen. Er wurde am 3. Dezember 2022 als neuer Sheriff von Los Angeles vereidigt.

## Liste der Sheriffs seit Gründung
Bis 1882 war die Mandatsdauer des Sheriffs von Los Angeles County ein Jahr, anschließend zwei Jahre. 1894 wurde sie auf vier Jahre festgesetzt. Die bisherigen Amtsinhaber waren:
1. 1850–1851: George T. Burrill
2. 1852–1855: James R. Barton
3. 1856: David W. Alexander
4. 1856: C. E. Hale*
5. 1857: James R. Barton
6. 1857: Elijah Bettis*
7. 1858: William C. Getman
8. 1858–1859: James Thompson*
9. 1860–1867: Tomas A. Sanchez
10. 1868–1871: James F. Burns
11. 1872–1875: William R. Rowland
12. 1876–1877: David W. Alexander
13. 1878–1879: H. M. Mitchell
14. 1880–1882: William R. Rowland
15. 1883–1884: Alvan T. Currier
16. 1885–1886: George E. Gard
17. 1887–1888: James C. Kays
18. 1889–1890: Martin G. Aguirre
19. 1890–1892: E. D. Gibson
20. 1893–1894: John C. Cline
21. 1895–1898: John Burr
22. 1899–1902: William A. Hammel
23. 1903–1906: Will A. White
24. 1907–1914: William A. Hammel
25. 1915–1921: John C. Cline
26. 1921–1932: William I. Traeger*
27. 1932–1958: Eugene W. Biscailuz*
28. 1959–1982: Peter J. Pitchess
29. 1982–1998: Sherman Block*
30. 1998–2014: Lee Baca
31. 2014: John Scott*
32. 2014–2018: Jim McDonnell
33. 2018–2022: Alex Villanueva
34. seit Dez. 2022: Robert Luna

* Amtsinhaber, die nach dem nicht vollendeten Mandat des Vorgängers ernannt wurden

## Personen und Fahrzeuge

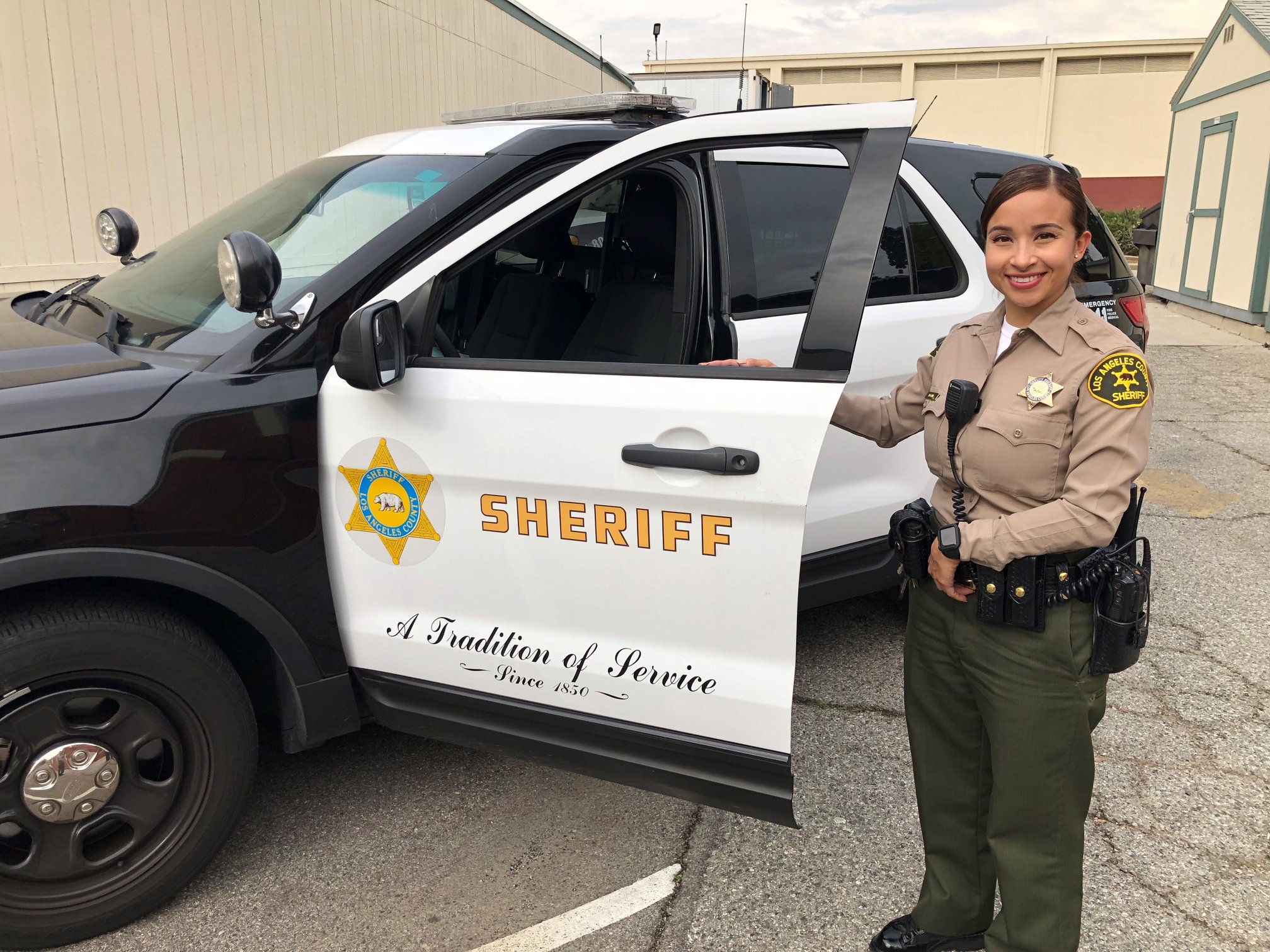
Polizistin vor LASD-Streifenwagen (2017)
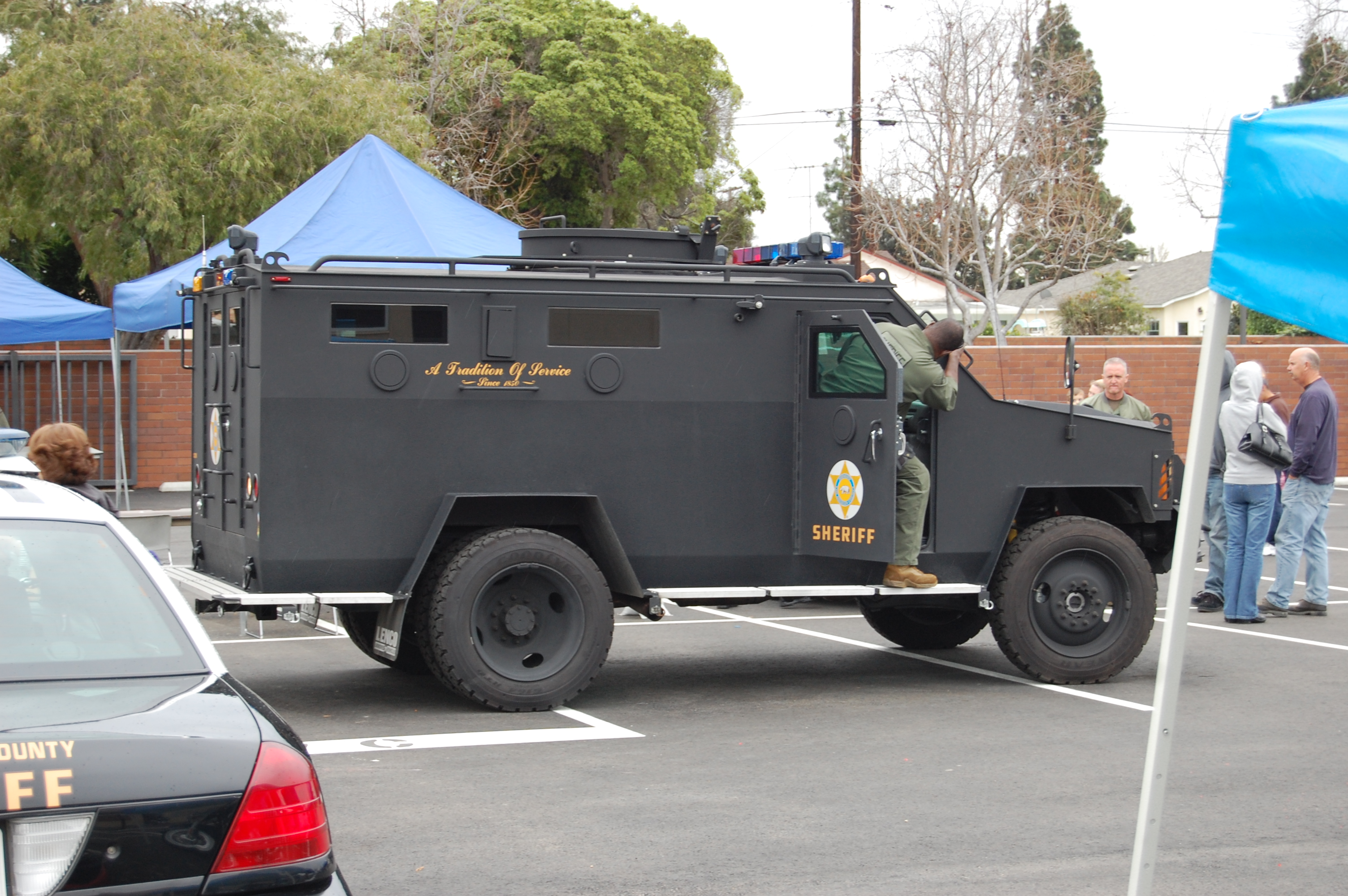
Gepanzertes SWAT-Fahrzeug Typ Lenco BearCat (2008)
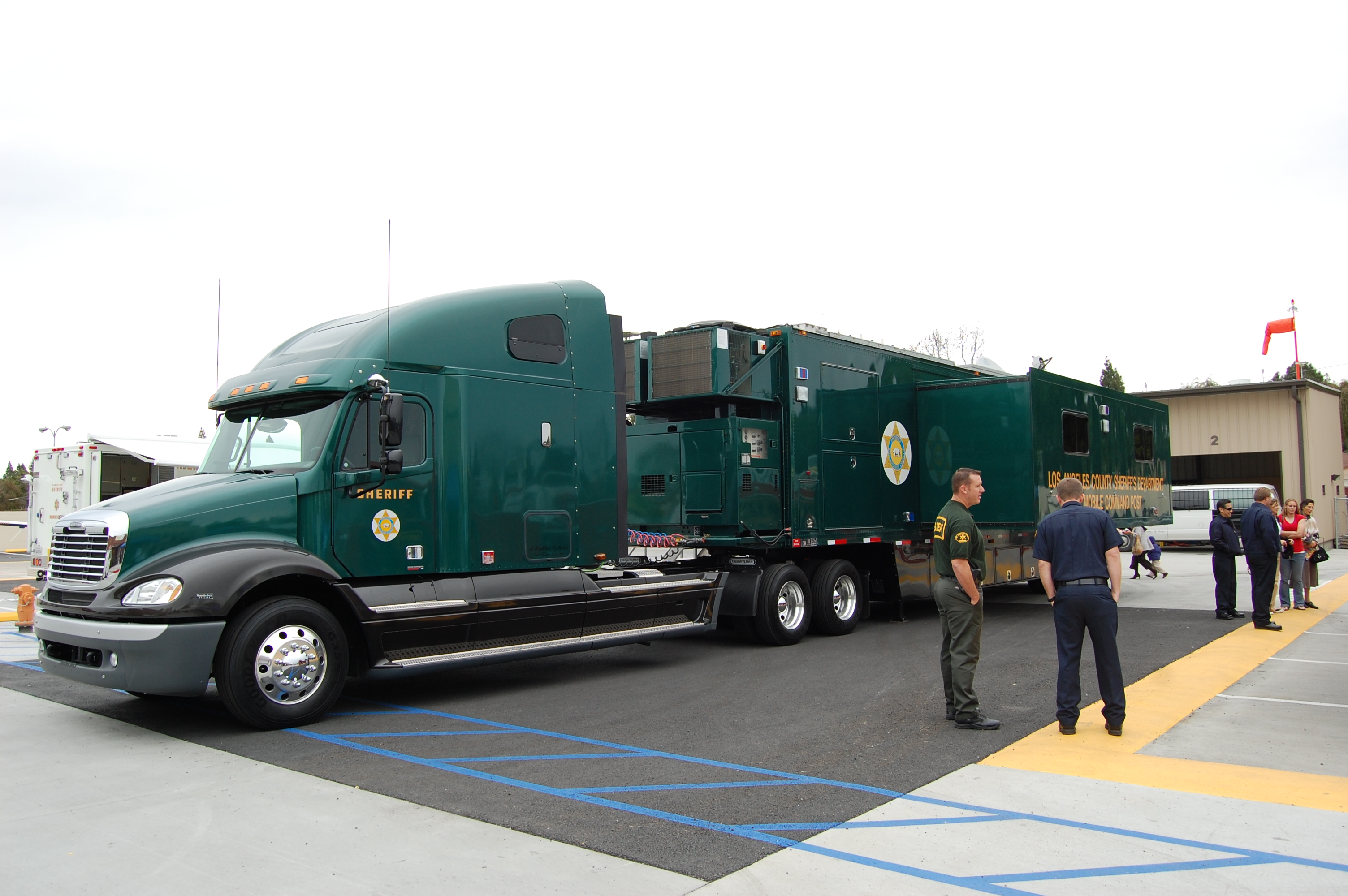
Kommandofahrzeug (2008)
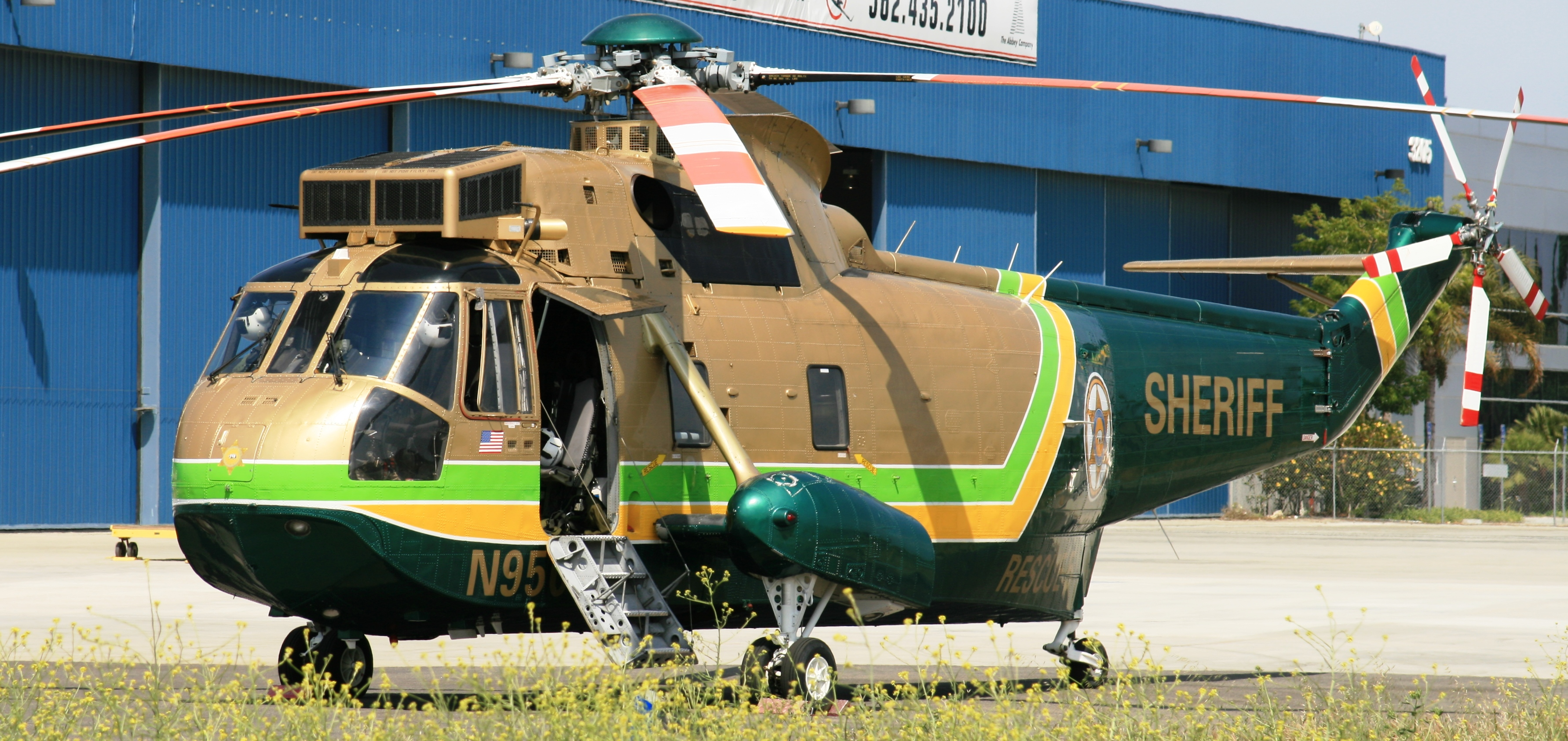
LASD-Hubschrauber Typ Sikorsky S-61 Sea King (2008)
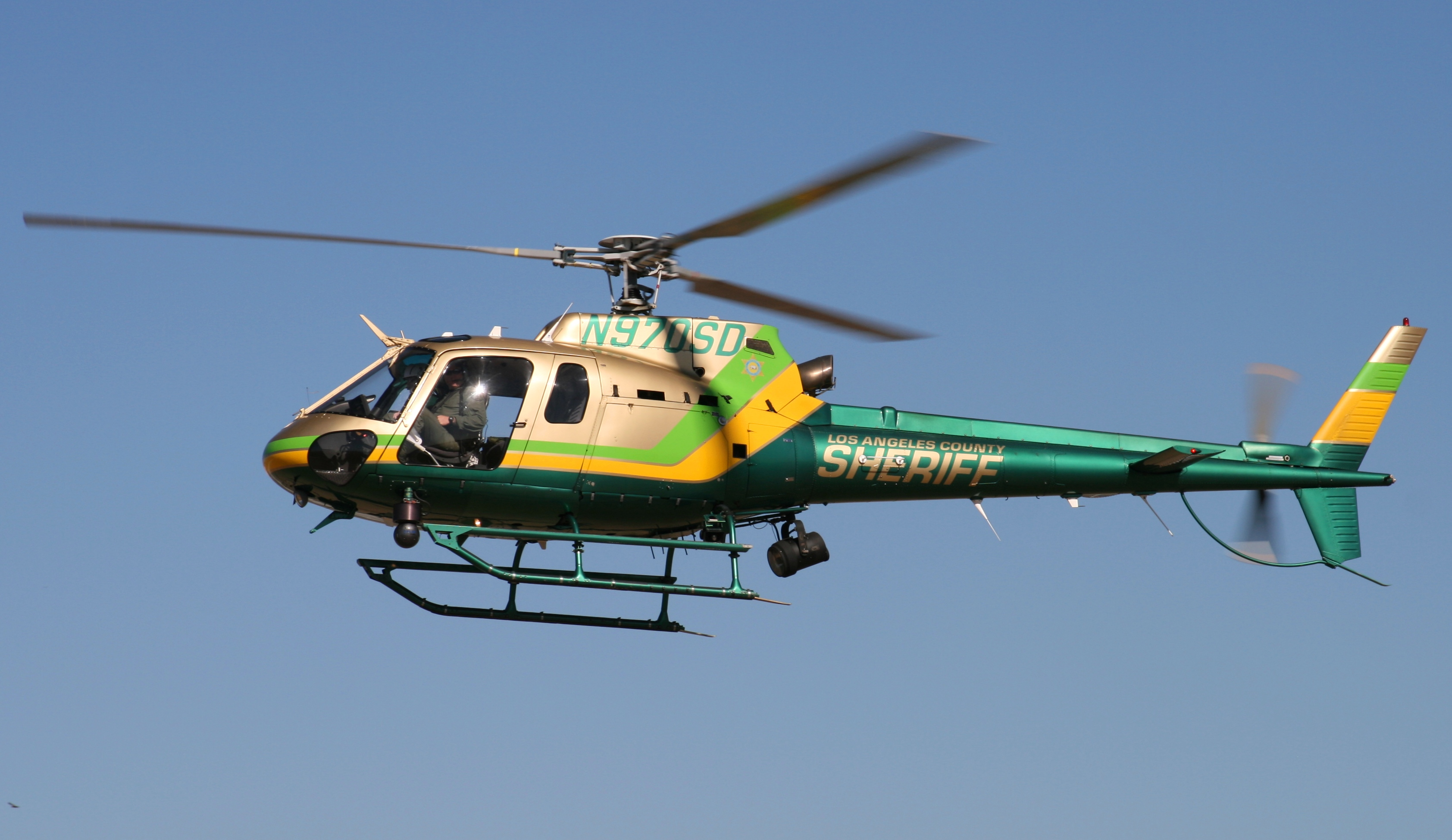
LASD-Hubschrauber Typ Eurocopter AS 350 Ecureuil (2009)

## In Film und Fernsehen
Im LASD sind die Hauptfiguren des Films Dead Bang – Kurzer Prozess von 1989 und der Fernsehserie 10-8: Officers on Duty (2003–2004) tätig. 2019 wurden 13 Folgen der Serie Deputy – Einsatz Los Angeles mit Stephen Dorff als Sheriff ausgestrahlt.